# Robert Francis Vasa

Wappen von Robert Francis Vasa

Robert Francis Vasa (* 7. Mai 1951 in Lincoln, Nebraska) ist römisch-katholischer Bischof von Santa Rosa in California.

## Leben
Robert Francis Vasa empfing am 22. Mai 1976 die Priesterweihe für das Bistum Lincoln.
Papst Johannes Paul II. ernannte ihn am 19. November 1999 zum Bischof von Baker. Der Erzbischof von Portland in Oregon, John George Vlazny, spendete ihm daraufhin am 26. Januar 2000 die Bischofsweihe; Mitkonsekratoren waren sein Vorgänger Thomas Joseph Connolly sowie der Bischof von Lincoln, Fabian Wendelin Bruskewitz.
Am 24. Januar 2011 folgte die Ernennung zum Koadjutor des Bistums Santa Rosa in California durch Papst Benedikt XVI. Mit dem Rücktritt Daniel Francis Walshs am 30. Juni 2011 trat Vasa dessen Nachfolge als Bischof von Santa Rosa in California an.